# وسائل الإعلام المكتسبة
وسائل الإعلام المكتسبة (أو وسائل الإعلام الحرة) تشير إلى الدعاية الناجحة التي يتم الحصول عليها من الجهود الترويجية بخلاف الإعلانات، مقارنةً بوسائل الإعلام مدفوعة الأجر، والتي تشير إلى الدعاية التي يتم الحصول عليها من خلال الإعلان. وغالبًا ما تشير وسائل الإعلام المكتسبة إلى الإعلانات التي يتم الحصول عليها بشكل خاص من خلال التأثير التحريري، في حين أن وسائل الإعلام الاجتماعية تشير إلى الدعاية التي يتم الحصول عليها من خلال العمل على مستوى القاعدة، خصوصًا على شبكة الإنترنت. ويمكن أن تشتمل وسائل الإعلام على أي منافذ لوسائل الإعلام، مثل الصحف والتلفاز والراديو وشبكة الإنترنت، ويمكن أن تشتمل على مجموعة من التنسيقات، مثل المقالات الإخبارية أو العروض أو الخطابات إلى المحررين أو المقالات الافتتاحية والاقتراعات التي تجرى على التلفاز وعلى شبكة الإنترنت.